# 湖畔の人
『湖畔の人』（こはんのひと）は、松本清張の短編小説。『別冊文藝春秋』1954年2月号に掲載され、同年8月に短編集『奥羽の二人』収録の1作として、和光社より刊行された。
著者が上京直後の1953年年末から年始にかけて行った上諏訪・富士見での取材に基づき書かれた、松平忠輝に材を取った短編小説の第1作にあたる。

## あらすじ
停年にあと六年の、矢上の上諏訪への転勤が暮になって決まり、暮の押し詰まった一日、打合せのため、矢上は上諏訪を訪れる。松平忠輝が幽居して死んだという、高島城の城址付近の湖畔から諏訪湖を眺める矢上には、忠輝が人から好かれなかった孤独な男だったに違いないという印象があり、それは矢上自身の経歴と運命的な共感があった。矢上は人から愛されない性質で、学生の時からほとんど友達はなかった。その後、新聞社を転々としたが、いつまでたっても取材先とも、同僚とも馴染めず、どこも落着けないことを知った。
あくる日富士見まで出かけた矢上は、高原の道の人影を遠くにみて、忠輝主従を連想する。忠輝に従って残りの生涯を諏訪に送った家来に、一種の親しさを覚えた矢上は、諏訪に戻り、地元の古本屋の伝手で、古文書の写本をもつ香川太一という画家のいる寺を訪れるが、香川と話をすることはできずに寺を出る。
東京に帰って正月を迎えた矢上は、香川からの封書をうけとる。たずねた忠輝の家来の名を見ているうちに、矢上には、水のような心で湖畔に佇む彼らが眼に浮んだ。

## エピソード
- 著者は1972年に本作について「私が諏訪に松平忠輝のことを調べに行ったときの所産である。はじめ私は忠輝のことを普通に書いてゆくつもりだったが、たまたま、私の知った人に新聞社に永くつとめて地方廻りしながら停年で終った不遇な人がいる。その心事がよく私に理解出来る。私は彼のことを胸の奥にたたみながら諏訪に行ったのであるが、ふと、忠輝のことと、彼のことが結びつかないものかと思った。すると私は彼になって忠輝の事蹟を探して歩くという仮象をつくった。これは普通の歴史小説とは言えないかも知れないが、現代の話の上に歴史の話を二重焼きしているという点で、私なりに試みた一種の歴史小説だと考えている」と記している[1]。
- 1982年から1984年にかけて発表された『清張日記』において著者は、1953年12月31日付の記事として「富士見高原に細川隼人氏（郷土史家）を訪う。高島城に軟禁されたる松平忠輝のことを聞くため。寒気きびし。白雪の穂高岳、八ヶ岳、鋸岳等を見る。密生する白樺林を初めて見て感銘す」と記している[注釈 2]。またこれに先立つ同年12月22日の記事として「朝熊山に流謫された松平忠輝のことを聞くため金剛證寺に電話すれども通ぜず」と記している[2]。
- 著者が訪れた細川隼人の孫の細川一夫は「清張氏が帰った後、「あの人は、まあまあ、いいものを書くんだよ。でも井伏先生と違って全然有名じゃないんだ」と祖父が私に耳打ちしたことを覚えている。当時から祖父の仕事柄、文人の来訪が多かった我が家で、井伏鱒二氏と比較して、そんな言われ方をしていたとは、先生がお知りになれば、おそらくがっかりなさるだろう。私は私で、教科書にも出てくる井伏氏が来ると聞けばわくわくしたものだが、昭和の大文豪、松本清張氏に関してはたいして興味も抱かなかったのだ。罰当たりである」と回顧している[3]。
- 研究者の曹雅潔は、本作が『火の記憶』とともに「物語世界内で行為の舞台 - 領域が多数あり、作中人物が異なる舞台の境界を越え」る作品であり、「『湖畔の人』には現実と想像の二重構造があり、さらに現実においては現在と過去という二つの要素が存在している」と本作の構造について分析している[4]。

## 書誌情報
- 『奥羽の二人』（1954年、和光社）
- 『松本清張全集 第35巻』（1972年、文藝春秋）
- 『延命の負債』（1987年、角川文庫）
- 『昭和文学全集 第18巻』（1987年、小学館）